# NGC 120
NGC 120 è una galassia lenticolare situata nella costellazione della Balena.
È stata scoperta il 27 settembre 1880 dall'astronomo tedesco Ernst Wilhelm Tempel.